# Camaridium monteverdense
Camaridium monteverdense är en orkidéart som först beskrevs av John T. Atwood och Barboza, och fick sitt nu gällande namn av Mario Alberto Blanco. Camaridium monteverdense ingår i släktet Camaridium och familjen orkidéer. Inga underarter finns listade i Catalogue of Life.